# Mbombé
Mbombé, connu aussi sous les noms de Mbombé a Gnangué (Mbombé fils de Gnangué), Mbombé Mondjo, Mbombi, Bombi, Bombe, a été un chef du peuple Mitsogo, qui s'opposa à la colonisation du Gabon au début du XXe siècle.
Durant la période coloniale, surtout entre 1903 et 1913, diverses ethnies gabonaises se sont rebellées contre l'occupation de leurs territoires par les sociétés concessionnaires européennes. Parmi les rebelles les plus irréductibles figuraient groupes Mitsogo et Punu. Malheureusement, les données sur ces soulèvements présentées dans les études historiques et les documents militaires et missionnaires sont quelque peu contradictoires, et même les dates ne coïncident souvent pas.

## Biographie
Les Mitsogo, commandés par Mbombé, s'opposèrent en 1903 à la pénétration de leur territoire des sociétés concessionnaires françaises, en particulier la Société du Haut-Ogooué (S.H.O.) et la Compagnie de la Haute Ngounié (C.H.N.). Les Français ont répondu aux révoltes en construisant des postes militaires dans ces territoires et en entreprenant des difficiles campagnes militaires dans cette forêt enchevêtrée. La révolte dura jusqu'en 1913, quand Mbombé fut capturé et emprisonné. Condamné à dix ans de déportation au Tchad en juin 1913, il mourut le 27 août à la prison de Mouila.
Une mythologie populaire a été créée à propos du personnage de Mbombé, ce qui rend difficile la distinction entre les faits historiques et les faits imaginaires. Lors d'une enquête de terrain menée par Florence Bernault, ses informateurs Mitsogo ont raconté une version différente de la fin de Mbombé : il n'a pas été capturé par les Français, mais a été trahi par son épouse nommée Simbu, qu'il avait épousée pour sceller l'alliance militaire avec Mavurulu Nyonda Makita, chef des rebelles Punu, dont Simbu était l'une des filles. C'était Simbu qui aurait livré Bombe aux Français.
Au cours de l'interrogatoire que Mbombé a subi après sa capture, un témoin a rapporté qu'avant de livrer bataille aux Français, il faisait boire à ses guerriers la bounda (ou mbounda), une boisson magique qui servait à rendre les guerriers invulnérables aux balles de fusil.

## Hommages
- Un stade de football de Mouila porte son nom[8].
- Vincent de Paul Nyonda lui a consacré une pièce de théâtre, Le Combat de Mbombé[9].